# Воронихин, Андрей Никифорович
Андре́й Ники́форович Ворони́хин (17 [28] октября 1759, Новое Усолье, Казанская губерния — 21 февраля [5 марта] 1814, Санкт-Петербург) — русский архитектор и художник декоративно-прикладного искусства периода александровского классицизма начала XIX века. С его именем связаны многие выдающиеся постройки в Санкт-Петербурге и Павловске.

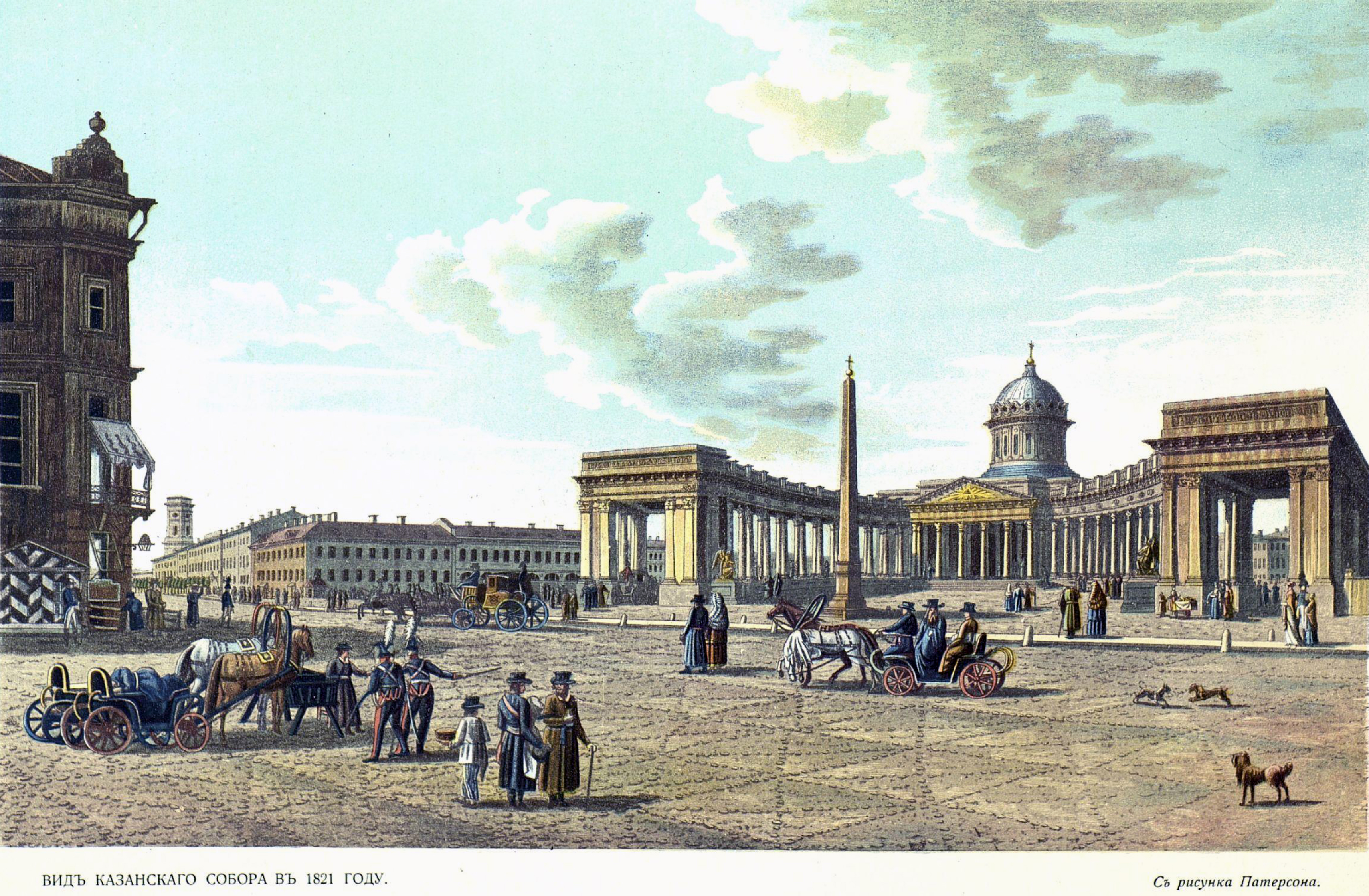
Вид Казанского собора в 1821 году. Цветная литография по рисунку Б. Патерсена

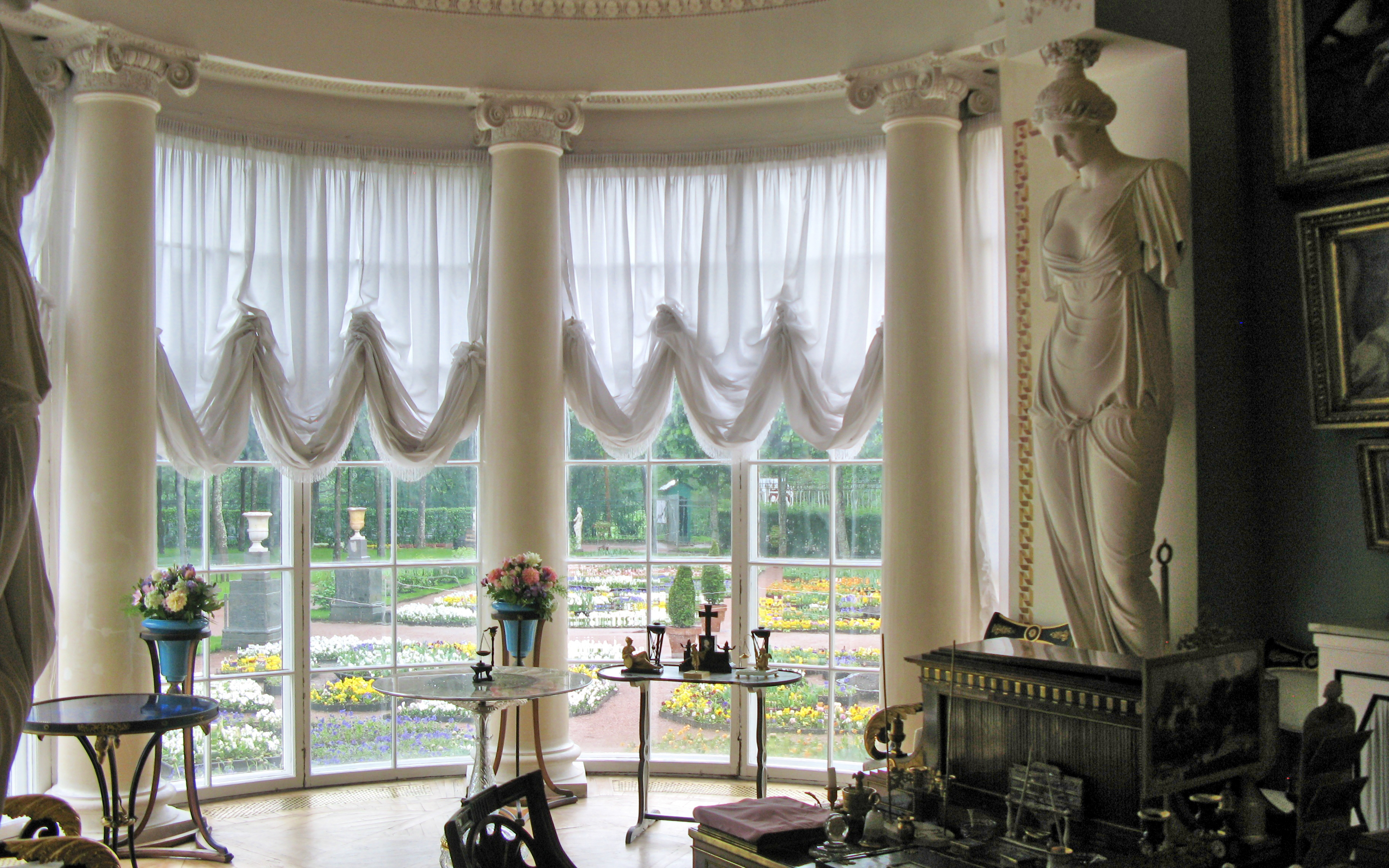
Кабинет «Фонарик» дворца в Павловске. 1807

## Биография
Андрей Воронихин родился 17 (28) октября 1759 года в семье канцеляриста из крепостных, принадлежавших графу Александру Сергеевичу Строганову, в селе Новое Усолье Соликамского уезда Кунгурской провинции Казанской губернии, ныне город Усолье входит в муниципальное образование «Город Березники» Пермского края.
С раннего детства проявил способность к рисованию. Обучался живописи в мастерской уральского иконописца Гаврилы Юшкова. Талант юноши привлёк внимание Строганова, в 1800—1811 годах бывшего президентом Императорской Академии художеств в Санкт-Петербурге.
В 1777 году по приказу графа Строганова, вместе с братом Ильёй, отправлен учиться в Москву, где работал в «команде» В. И. Баженова и М. Ф. Казакова. В целях заработка выполнял в Троице-Сергиевой лавре небольшие заказы по росписи и реставрации фресковой живописи.
Затем, с 1779 года в Санкт-Петербурге числился служащим при молодом Павле Строганове (сыне президента Академии художеств), проживая в Строгановском дворце, где работал над чертежами и рисунками. В 1786 году освобождён от крепостной зависимости и в том же году совершил вместе с Павлом Строгановым и Шарлем Роммом пятилетнее путешествие по России, где изучал русскую народную архитектуру. Затем он отправился вместе с ними для обучения во Францию и Швейцарию. Там Воронихин изучал пейзажную живопись и архитектуру, занимался математикой, естественными науками, физикой, механикой и астрономией. Однако молодые люди оказались втянутыми в революционные события во Франции, поэтому приказом императрицы Екатерины II в декабре 1790 года были срочно отозваны домой. Более Воронихин не выезжал за границу, но много и плодотворно работал в Санкт-Петербурге.
После того как Андрей Никифорович написал картину «Вид Строгановской дачи» (1797 год), которую он ранее построил в Новой Деревне, ему было присуждено звание академика перспективной живописи. В 1800 году он получил за проект галереи у ковша Самсона, обелиска и ваз-фонтанов Петергофских каскадов звание архитектора, а в 1802 году удостоился звания профессора архитектуры. Он был старшим профессором по архитектуре в Академии художеств.
Зодчий Андрей Воронихин скончался 21 февраля (5 марта) 1814 года в городе Санкт-Петербурге. Похоронен на Лазаревском кладбище Александро-Невской лавры.

## Творчество
С 1787 года архитектор Ф. И. Демерцов перестраивал интерьеры дворца А. С. Строганова на Невском проспекте в Санкт-Петербурге. Демерцов также — один из авторов «Строгановской дачи» в северной части города на берегу Чёрной речки. Вначале, в 1754 году, павильоны на этом месте построил А. Ринальди. С 1796 года новый проект одновременно разрабатывали Демерцов и Воронихин. Граф Строганов, вероятно, выбрал проект Воронихина. В Музее Академии художеств обнаружен чертёж Ринальди с исправлениями Воронихина. Поэтому Строгановскую дачу можно считать совместным творением итальянца Ринальди и молодых русских архитекторов.
Дача Строганова разрушена в 1908 году, но её облик запечатлел сам Воронихин на живописной картине маслом. В облике Строгановской дачи, особенно в широко расставленных колоннах бельэтажа, очевидны не только античные и ренессансные итальянские источники, но и влияние необычной архитектуры Камероновой галереи в Царском Селе, построенной Чарлзом Камероном в 1784—1787 годах.
В 1791—1792 годах А. Н. Воронихин приступил к перестройке интерьеров Строгановского дворца на Невском проспекте в новом классицистическом стиле. Он создал великолепный вестибюль, лестницу с мощными «пестумскими» колоннами, Картинную галерею, «Минеральный кабинет» с куполом и верхней обходной галереей. В «Минеральном кабинете» граф Строганов разместил свою минералогическую коллекцию и библиотеку по геологии и горному делу.
Главным творением Воронихина стал Казанский собор в Санкт-Петербурге. Закладка собора состоялась 27 марта 1801 года, работы были завершены в 1811 году. В 1799 году указом императора был объявлен конкурс на проект нового собора. В конкурсе приняли участие иностранные архитекторы. Высочайшее одобрение получил проект Чарлза Камерона, но через несколько недель император отозвал своё решение. В итоге ни один представленный проект не был утверждён. Через год граф Александр Строганов, бывший в 1800—1811 годах президентом Императорской Академии художеств и куратором строительства, сумел добиться, чтобы работы поручили его протеже, бывшему крепостному Андрею Воронихину. Проект Воронихина получил одобрение, а граф Строганов, стремившийся через своего воспитанника войти в историю строительства знаменательного храма, стал председателем попечительского совета при строительстве собора.
Воронихин, возможно, использовал какие-то проекты Баженова. На одном из рисунков Баженова из альбома Ф. В. Каржавина, его помощника и друга, «паперть для храма», почти полностью совпадает с северным портиком воронихинского собора. Весьма вероятно, что и «прозрачные колоннады» Чарлза Камерона и Пьетро Гонзаго в Павловске могли оказать влияние на разработку проекта. Недаром историк архитектуры В. Я. Курбатов утверждал, что «талант Воронихина образовался под влиянием построек Камерона».

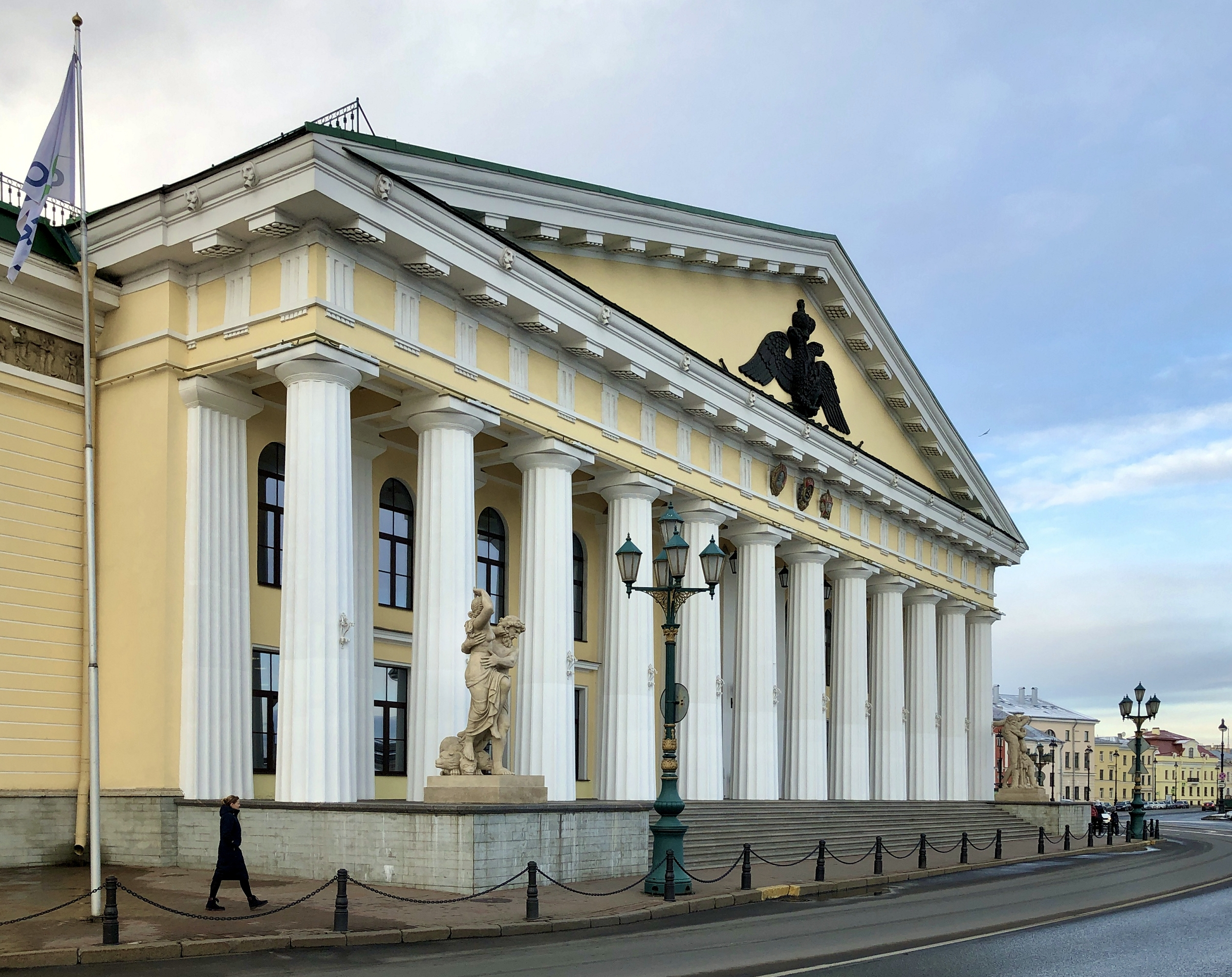
Здание Горного института в Санкт-Петербурге. 1806—1811

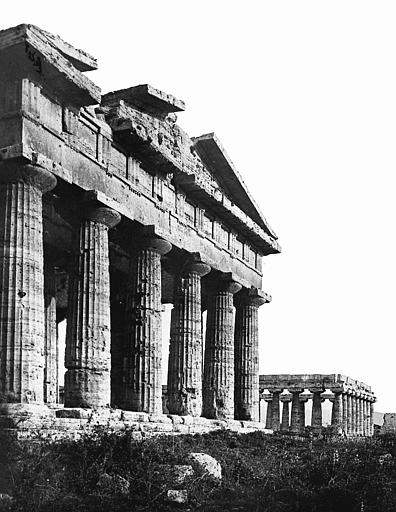
Храмы Пестума, Италия. VI—V в. до н. э.

Основная сложность состояла в том, что по церковному канону главный фасад и вход в храм должны находиться на западной стороне, а условия плана — обращённость будущей постройки к центральной магистрали города, Невскому проспекту, требовали раскрытия композиции на север. Воронихин разрешил эту проблему, оформив площадь, выходящую на Невский проспект, полуциркульной колоннадой коринфского ордера: 96 поставленных в четыре ряда колонн из пудожского травертина (в Риме в четыре ряда установлены 284 травертиновых колонны). В обработке пилястрами барабана купола Казанского собора усматривают эллинизмы. Колоннада заканчивается монументальными порталами, выполняющими функцию боковых проездов. Это оригинальная находка Воронихина. Однако возведение боковых проездов-порталов было сопряжено с большими трудностями. Члены строительной комиссии о главе со Старовым сомневались в их прочности. Для этого была сооружена их опытная модель, которая выдержала испытания на прочность. После этого экспертная комиссия одобрила решение Воронихина. С западной стороны Казанского собора Андрей Воронихин устроил полукружие сада с уникальной по красоте чугунной оградой (1811—1812).
Другое крупное сооружение Воронихина в стиле александровского классицизма — здание Горного института на берегу Невы (1806—1811). Фасад здания оформлен мощным двенадцатиколонным портиком дорического ордера. Воронихин в этом проекте вдохновлялся архаическим «ордером Пестум»: конические колонны установлены на ступенчатом подиуме без баз, как в южно-италийских храмах в Пестуме. Лапидарную мощь, свойственную эстетике архитектуры александровского времени, усиливают две скульптурные группы, фланкирующие фасад здания: «Поединок Геракла с Антеем» работы С. С. Пименова и «Похищение Прозерпины» В. И. Демут-Малиновского. Скульптуры выполнены из зернистого серовато-золотистого пудостского травертина без проработки мелких деталей, что ещё более подчёркивает суровость образа, ассоциирующегося с горным делом.
В числе других работ Воронихина — колоннады и Эрмитажный каскад в Петергофе, интерьеры дворцов в Стрельне, Гатчине и Павловске, а также отдельные парковые сооружения в этих дворцово-парковых ансамблях.
В 1803 году в Большом дворце Павловска из-за неисправности дымоходов случился пожар. Вдовствующая императрица Мария Фёдоровна поручила восстановительные работы Воронихину. С этого времени Воронихин стал главным архитектором Павловска. Он восстановил отделку Египетского павильона по проекту Камерона, расширил Светлую колоннаду северного флигеля, стену которой в 1805—1807 годах расписал Пьетро ди Готтардо Гонзаго. В 1807 году Воронихин создал одно из лучших своих произведений — кабинет «Фонарик», интерьер с застеклённой полуротондой, выходящей в «собственный садик». Фигуры кариатид выполнил В. И. Демут-Малиновский.
Мебель кабинета также создана по рисункам Воронихина. Другие образцы мебели в стиле раннего русского классицизма и в оригинальной, легко узнающейся воронихинской манере, находятся и в других комнатах, принадлежавших Марии Фёдоровне.
В 1799 году к северо-западу от Большого дворца в Павловске возвели мост через реку Славянку. В 1805 году по предложению Воронихина мост украсили скульптуры кентавров. Другой мост, также по рисункам Воронихина, украшают большие вазоны из пудостского известняка. Мост назвали Висконтиевым, по имени строителя — каменных дел мастера П. Висконти.
В 1807—1809 по проекту Воронихина был возведен фонтан «Грот» на Пулковском шоссе.
По проекту Воронихина в Павловске построили деревянный Розовый павильон. Название появилось в 1812 году, когда вокруг здания устроили клумбы с розами. Летом 1814 года в Розовом павильоне Мария Фёдоровна устроила праздник встречи сына, Александра I, возвратившегося из Парижа после победы над Наполеоном.
С 1804 года А. Н. Воронихин вместе с Ж.-Ф. Тома де Томоном числился «дессинатором» (рисовальщиком) Императорских фарфорового и «стеклянного» заводов в Санкт-Петербурге. Воронихин выполнил множество рисунков изделий из фарфора, цветного стекла, а также уральских цветных камней. Словосочетание «вазы Воронихина» прочно вошло в историю русского искусства.
8 (20) сентября 1813 года был заложен и 29 июля (10 августа)  1820 года освящён храм Николая Чудотворца в Новом Усолье. Церковь сооружена «в воспоминание свыше ниспосланного Церкви и Державе Российской избавления от нашествия галлов и с ними дванадесяти язык», а также в память о погибшем в бою подпоручике графе Александре Павловиче Строганове. Авторство проекта храма различные исследователи приписывают архитекторам А. Н. Воронихину, И. М. Подъячеву, С. Е. Дудину. Храм в плане — крестовокупольный, с дорическими четырёхколонными портиками по сторонам света, лишь с востока портик заменен пилястрами. К храму примыкает двухъярусная квадратная в плане колокольня, увенчанная небольшим куполом с люкарнами, ориентированными по сторонам света, и высоким шпилем. Огромный сферический купол несёт на себе маленькую главку с крестом. После закрытия в 1929 г. Никольская церковь использовалась под клуб и склад, затем здание стояло бесхозным. После реставрации в начале XXI века — Никольская церковь Спасо-Преображенского женского монастыря.
В 1813 году Воронихин руководил работами по устройству в Казанском соборе захоронения М. И. Кутузова.

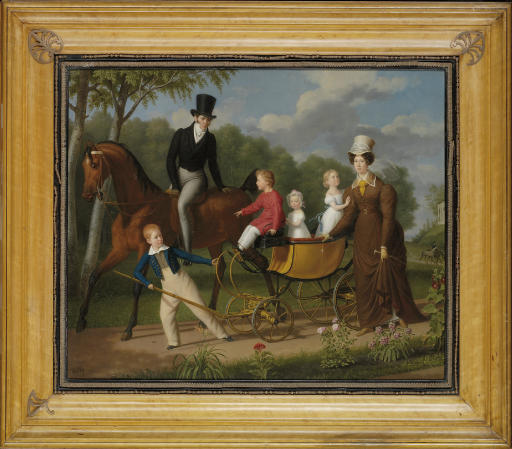
А. Ф. Лагрене. Архитектор А. Н. Воронихин с женой Марией Фёдоровной и детьми. Миниатюра. 1810-е гг.
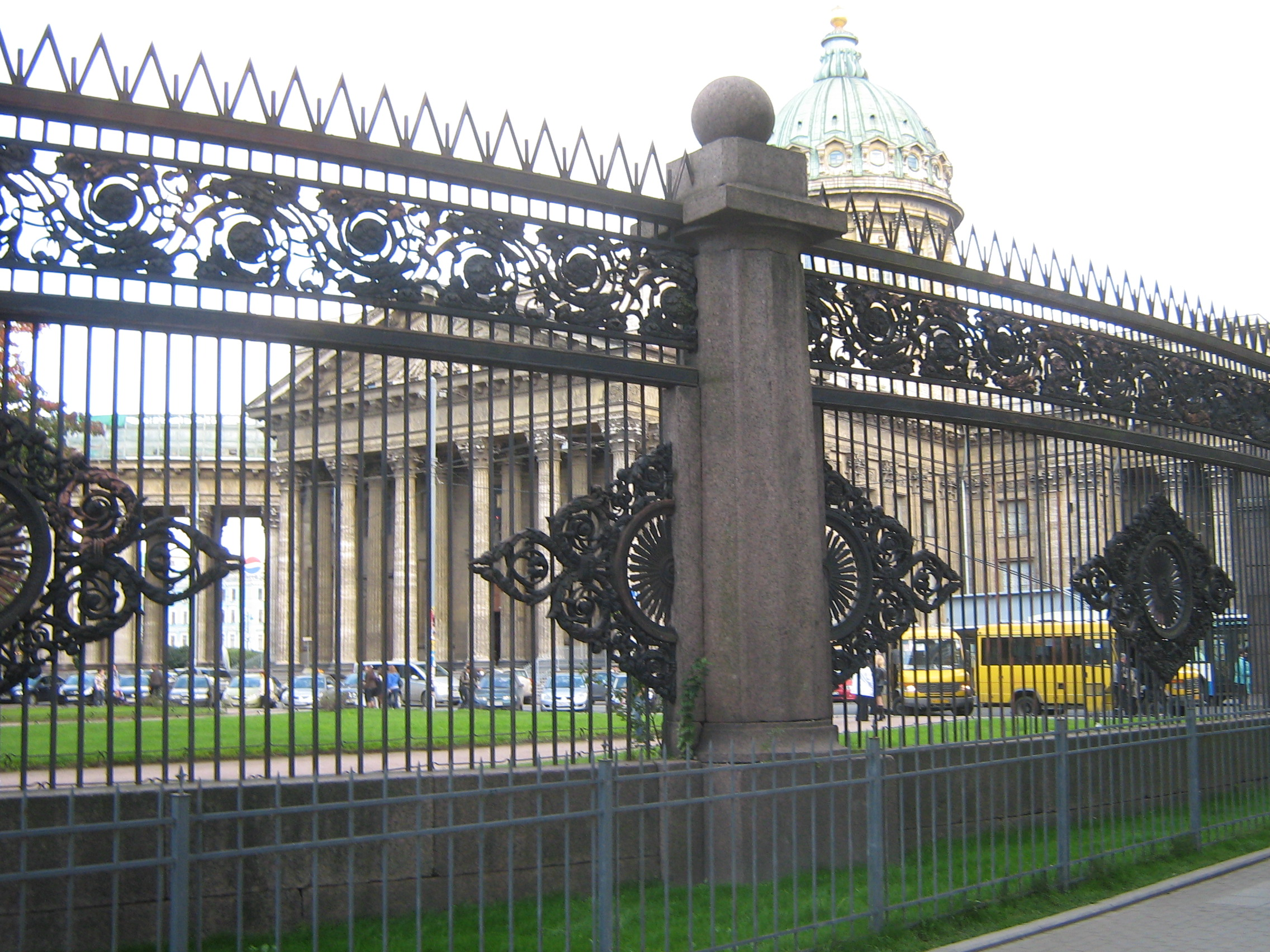
Ограда Казанского собора. 1811—1812
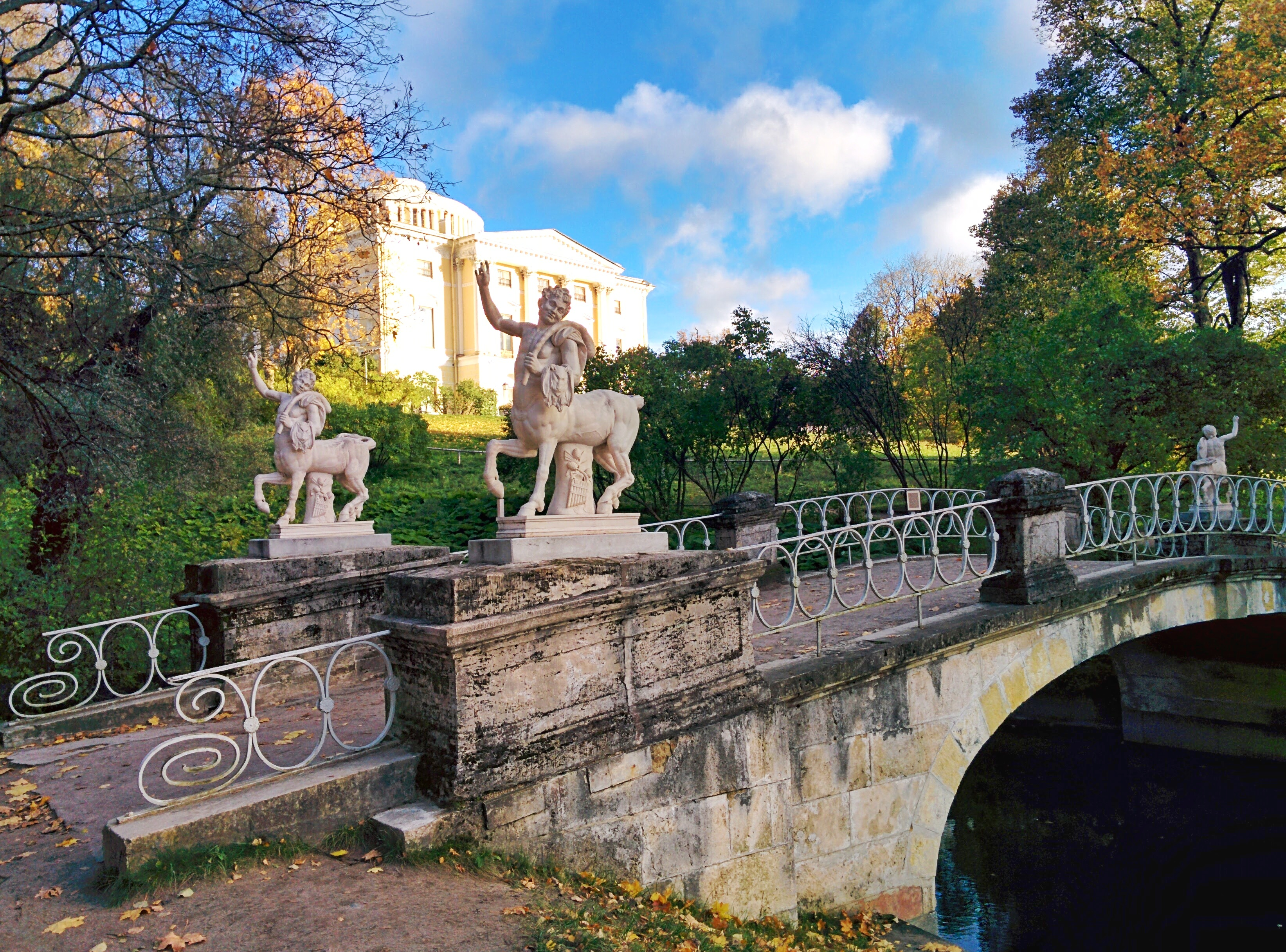
Мост Кентавров. Павловский парк. 1805
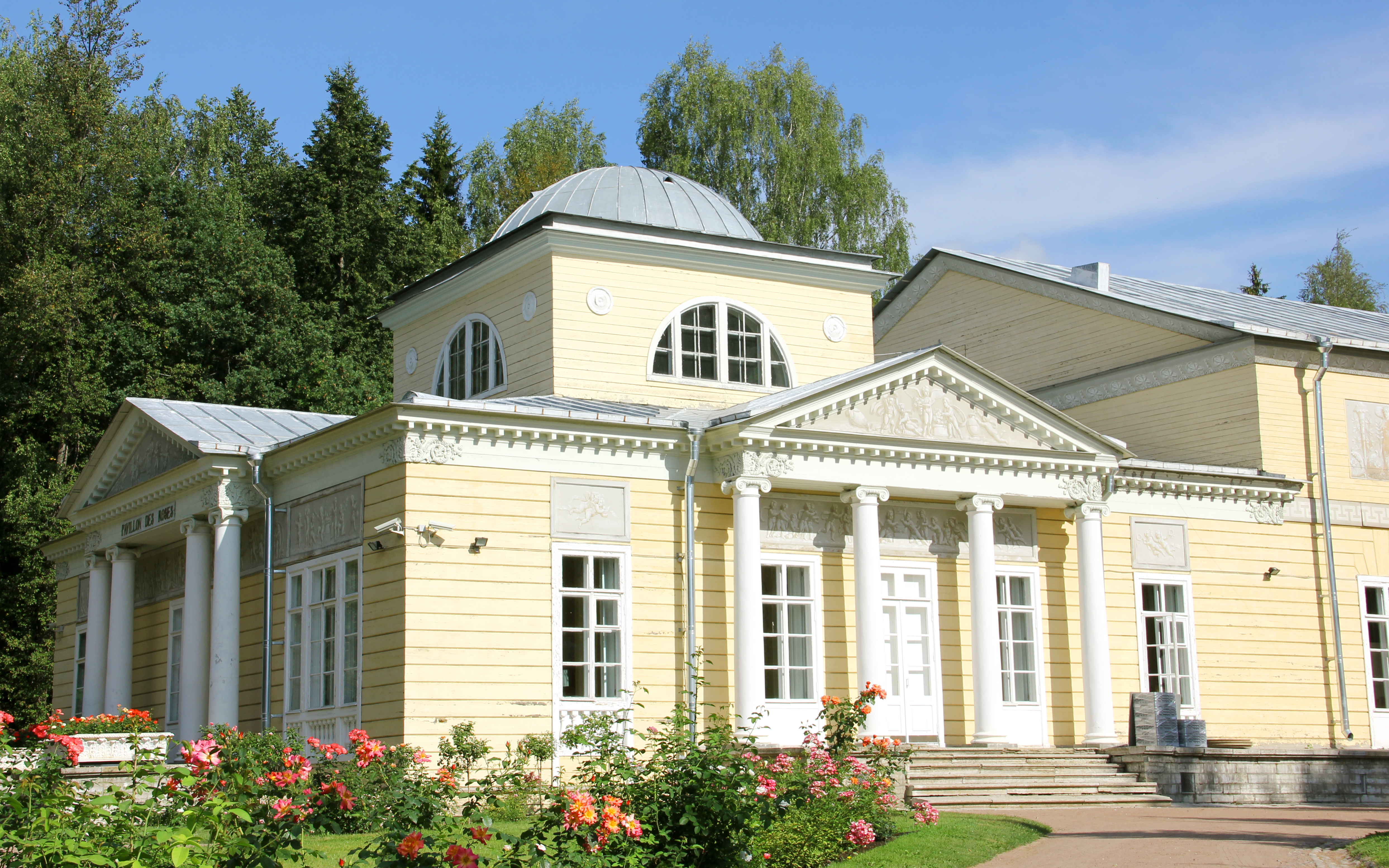
Павловск. Розовый павильон. 1812
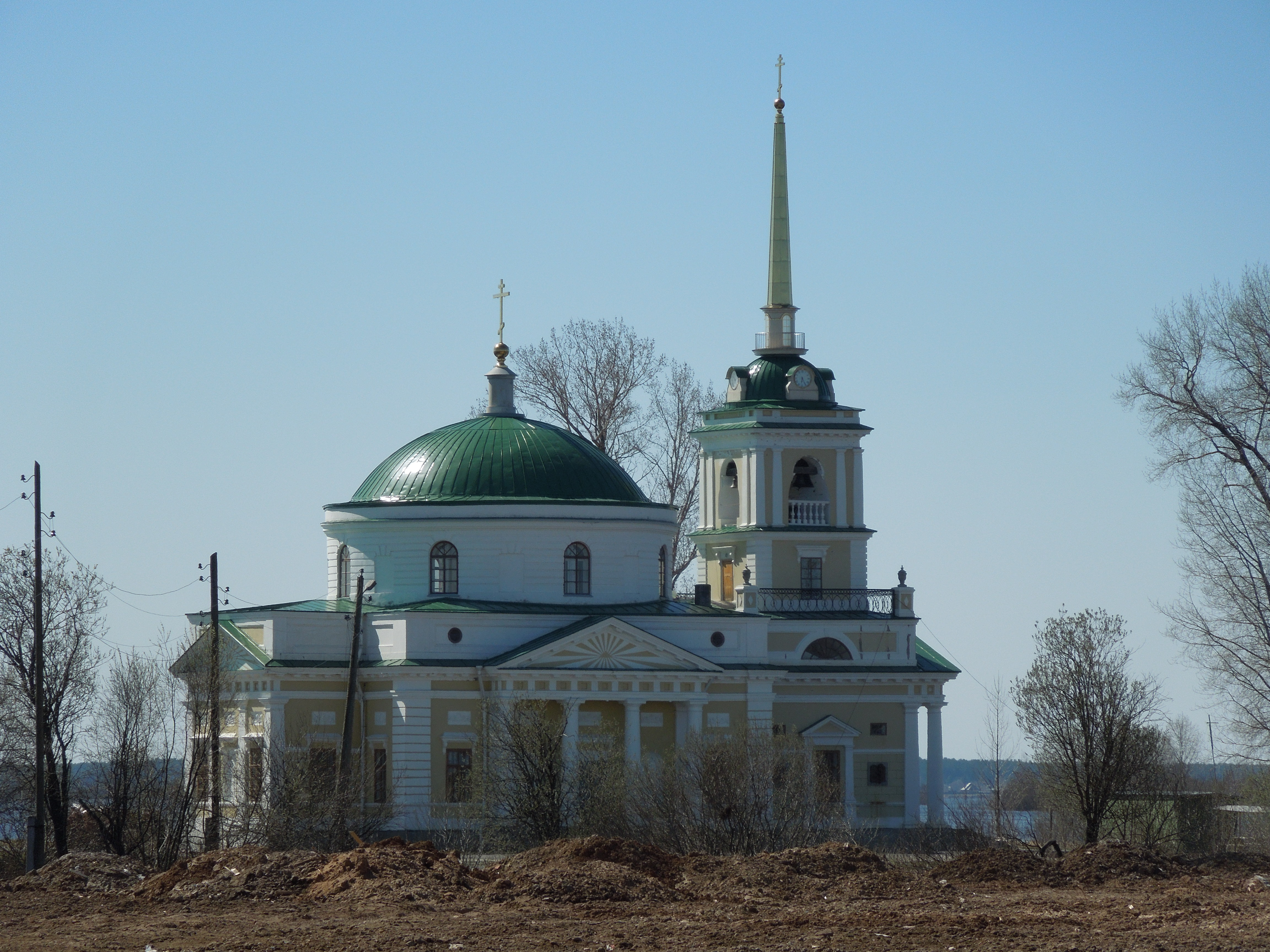
Усолье, церковь святителя Николая, 1813—1820
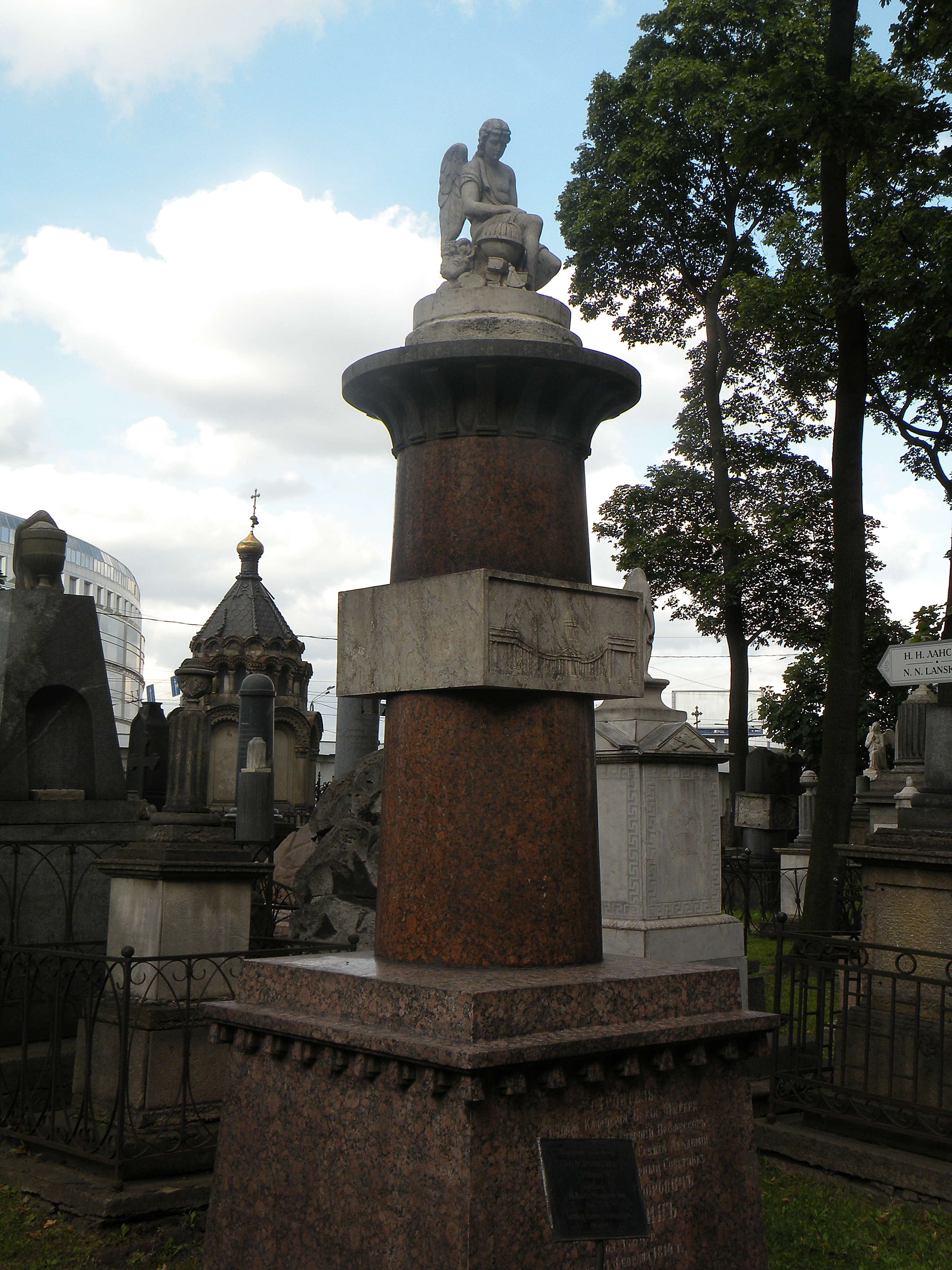
В. И. Демут-Малиновский. Надгробие А. Н. Воронихина на Лазаревском мемориальном кладбище Александро-Невской лавры
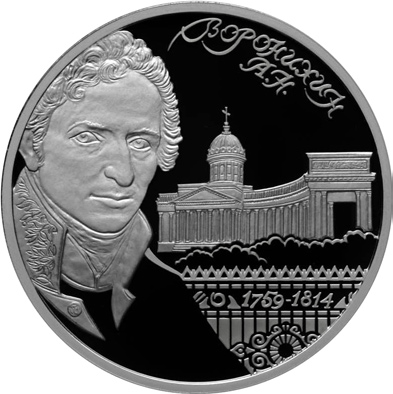
Памятная монета Банка России, посвящённая 250-летию со дня рождения А. Н. Воронихина. 2 рубля, серебро, 2006 г.
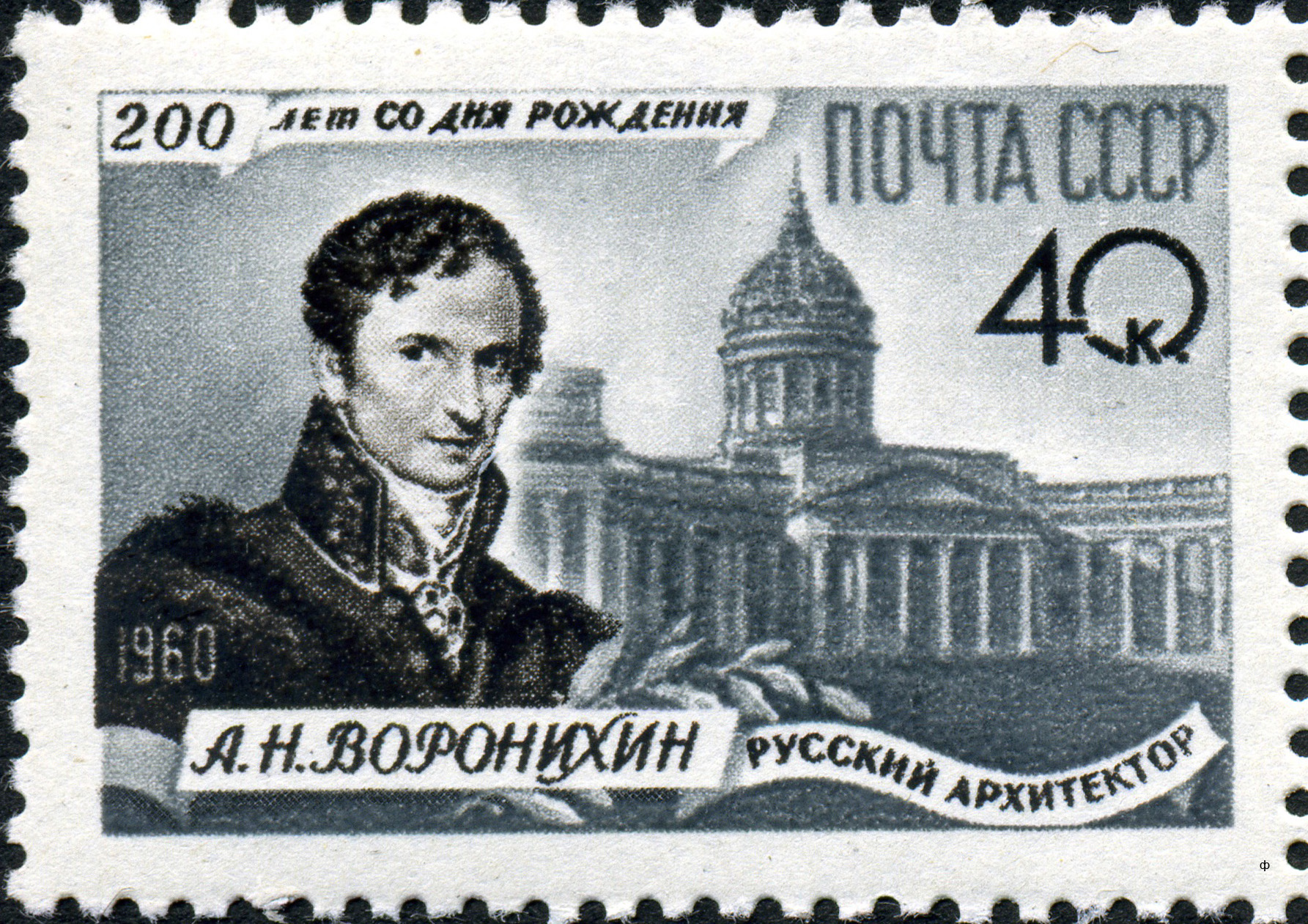
Почтовая марка СССР, 1960 год

Ученики и последователи Воронихина: М. П. Коринфский, А. П. Павлов, П. С. Садовников.

## Награды
- 1 января 1811 года, в связи с завершением работ по строительству Казанского собора в Санкт-Петербурге, архитектор был награждён орденом Святого Владимира 4 степени.
- 26 сентября 1811 года, по случаю освящения Казанского собора А. Н. Воронихин был пожалован орденом Св. Анны второй степени, украшенным бриллиантами, и пенсией.

## Семья
В среде современников архитектора ходили слухи о том, что он являлся внебрачным сыном барона Александра Николаевича Строганова от связи с коми-пермячкой Марфой Чероевой, однако ныне живущие родственники зодчего (в частности, игумен Александр (Фёдоров) — прапрапраправнучатый племянник Воронихина) опровергают это предположение.
- Отец — Никифор Степанович Воронихин, канцелярист[23]
- Мать — Пелагея Ивановна
- Племянник — Воронихин, Николай Ильич (1812—1877), архитектор, академик архитектуры Императорской Академии художеств, главный архитектор Рязанской губернии в 1836—1860 годах.
- Племянник — Воронихин, Алексей Ильич (1788—1846), скульптор, с 1815 года работал скульптором-модельером Императорского фарфорового завода.

Однако многим биографам архитектора версия родства со Строгановыми кажется очень вероятной, так как граф Александр Сергеевич Строганов, по этой легенде приходившийся ему дядей, взял его в свой дом на воспитание не случайно, зная, во-первых, об истинном его родителе, а во-вторых, о художественных дарованиях мальчика. Собственный его отец, барон Александр Николаевич, если следовать этой версии, не мог взять его к себе и дать вольную, так как и мальчик, и его мать являлись крепостными графа Строганова.
В 1801 году Воронихин женился на 31-летней Марии Фёдоровне Лонд (1770 — 23 января 1822) — англичанке и чертёжнице, проработавшей с ним около десяти лет и служившей гувернанткой в доме Строгановых. Чтобы заключить семейный союз, Воронихину пришлось собрать огромное количество различных бумаг, так как Мэри Лонд исповедовала другую веру и не хотела сначала переходить в православие, а Синод не давал разрешения на брак православного человека и протестантки. После свадьбы молодожёны покинули дом Строгановых и переехали в собственную квартиру. У супругов было шесть сыновей, двое их которых умерли в детстве, а остальные прожили недолго: Александр (11.01.1804); Александр (23.02.1805), Павел (15.07.1806), Константин (29.04.1807—14.05.1807), Владимир (19.09.1808). Потомства после себя они не оставили.

## Адреса в Санкт-Петербурге
- 1807 — 21.02.1814 года — собственная дача — Каменноостровский проспект, 62 (дача была разобрана в 1980 году, а в 2006—2008 гг. на её месте построен современный жилой дом).